# مدینا د لاس ترس
مدینا د لاس ترس (به اسپانیایی: Medina de las Torres) یک شهرستان در اسپانیا است که در استان باداخس واقع شده‌است.